# Substitution (Musik)
Unter Substitution wird im Bereich der Musik das Ersetzen eines Akkordes durch einen anderen verstanden. Substitutionen finden zumeist bei der Variation von Akkordverbindungen (z. B. II - V - I) Anwendung.
Bei den Tasteninstrumenten wird im Bereich des Fingersatzes der stumme Fingerwechsel auf einer Taste auch als Substitution bezeichnet. Man spricht von Substitutionsfingersatz.
Im Folgenden wird auf die Tritonus- sowie Kleine-Terz-Substitution eingegangen.

## Tritonus-Substitution
Bei der Tritonus-Substitution wird ein Dominantseptakkord (folgend als dom7 bezeichnet) durch einen anderen, dessen Grundton im Intervall ein Tritonus höher bzw. tiefer liegt, ersetzt. So wird beispielsweise ein Cdom7 mit einem F#dom7 substituiert. Der Substitutionsakkord wird grundsätzlich alteriert (F#dom7 alt.) verwendet, um seine Optionstöne (9., 11., 13. Stufe) denen des Ausgangsakkordes anzugleichen. Die Tritonus-Substitution wird genutzt, um Spannung aufzubauen oder einen chromatischen Durchgang zu gewährleisten. Z.B. bei einer II-V-I-Verbindung: Dmin7 - Gdom7 - Cmaj7 → Dmin7 - Dbdom7 alt. - Cmaj7.
Musiktheoretisch wird diese Substitution wie folgt erklärt: Der dom7-Akkord erhält seinen instabilen Klang durch den Tritonus zwischen 3. und 7. Stufe. Substituiert man nun die 3. (7.) Stufe des Ausgangsakkordes mit der 7. (3.) Stufe des Substitutionsakkordes, ergibt sich für den Substitutionsakkord ein neuer Grundton.
Beispiele sind u. a. in den meisten Jazz-Standards von Antonio Carlos „Tom“ Jobim zu finden.

## Kleine-Terz-Substitution
Hier findet das gleiche Schema wie bei der Tritonus-Substitution Anwendung. Lediglicher Unterschied ist, dass statt des Tritonus die kleine Terz verwendet wird.
Hier wird die kleine Terz zwischen der 5. und 7. Stufe des Ausgangsakkordes mit der kleinen Terz zwischen dritter und fünfter Stufe substituiert. So wird z. B. aus einem Bbdom7 ein Dbdom7 (siehe Over the Rainbow in Eb).

## Weiterführende Literatur
- The Jazz Theory Book . Sher Music, Petaluma CA 1995, ISBN 1-883217-04-0, (Deutsch: Das Jazz-Theorie-Buch. Advance Music, Rottenburg 1996, ISBN 3-89221-046-2).